# Monte Ishizuchi

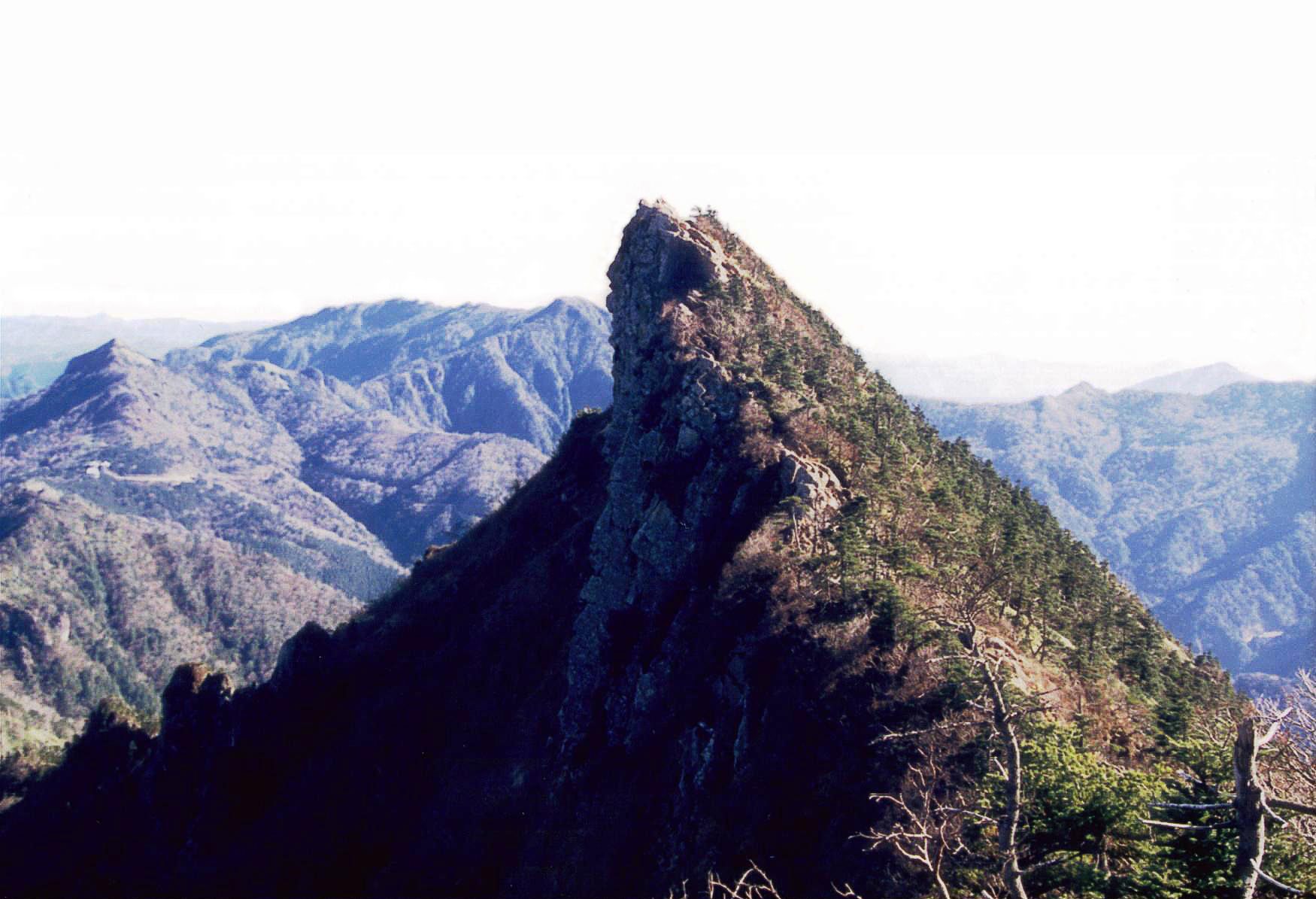
Otra vista del monte Ishizuchi

El monte Ishizuchi (石鎚山 Ishizuchi-san?) es el punto culminante de la isla japonesa de Shikoku, administrativamente en la prefectura de Ehime. Con sus 1982 m es también el más alto de Japón Occidental (西日本 Nishi-Nihon?). Se encuentra en el límite entre la ciudad de Saijo y el pueblo de Kumakogen.
El monte forma parte del Parque Nacional Ishizuchi (石鎚国定公園 Ishizuchi Kokutei-kōen?). Incluye tres prominencias: Prominencia Tengu (天狗岳 Tengu-dake?) de 1982 m, Prominencia Misen (弥山 Misen?) de 1974 m, y Prominencia Nansenpo (南尖峰 Nansenpō?) de 1982 m. La mayoría de los montañistas tratan de alcanzar la Prominencia Tengu, pero dado que el espacio es reducido para descansar, la Prominencia Misen es más popular entre las familias con gente mayor y niños. Desde la ciudad de Saijo se puede acceder a un teleférico que facilita el acceso a la cumbre.